# Pacifigorgia
Pacifigorgia is een geslacht van neteldieren uit de klasse van de Anthozoa (bloemdieren).

## Soorten
- Pacifigorgia adamsii (Verrill, 1868)
- Pacifigorgia agassizii (Verrill, 1864)
- Pacifigorgia arenata (Valenciennes, 1846)
- Pacifigorgia bayeri Breedy, 2001
- Pacifigorgia cairnsi Breedy & Guzman, 2003
- Pacifigorgia catedralensis Breedy & Guzman, 2004
- Pacifigorgia cribrum (Valenciennes, 1846)
- Pacifigorgia curta Breedy & Guzman, 2003
- Pacifigorgia dampieri Williams & Breedy, 2004
- Pacifigorgia darwinii (Hickson, 1928)
- Pacifigorgia douglasii (Hickson, 1928)
- Pacifigorgia elegans (Milne Edwards & Haime, 1857)
- Pacifigorgia englemanni (Horn, 1860)
- Pacifigorgia exilis (Verrill, 1870)
- Pacifigorgia eximia (Verrill, 1868)
- Pacifigorgia ferruginea Breedy & Guzman, 2004
- Pacifigorgia firma Breedy & Guzman, 2003
- Pacifigorgia flavimaculata Breedy & Guzman, 2003
- Pacifigorgia gracilis (Kükenthal, 1924)
- Pacifigorgia irene Bayer, 1951
- Pacifigorgia lacerata Breedy & Guzman, 2003
- Pacifigorgia media (Verrill, 1864)
- Pacifigorgia pulchra (Verrill, 1870)
- Pacifigorgia rubicunda Breedy & Guzman, 2003
- Pacifigorgia rubinoffi Breedy & Guzman, 2003
- Pacifigorgia rubripunctata Williams & Breedy, 2004
- Pacifigorgia rutila (Verrill, 1868)
- Pacifigorgia samarensis Breedy & Guzman, 2003
- Pacifigorgia sculpta Breedy & Guzman, 2004
- Pacifigorgia senta Breedy & Guzman, 2003
- Pacifigorgia smithsoniana Breedy & Guzman, 2004
- Pacifigorgia stenobrochis (Valenciennes, 1846)
- Pacifigorgia symbiotica Williams & Breedy, 2004
- Pacifigorgia tabogae (Hickson, 1928)
- Pacifigorgia tupperi Breedy & Guzman, 2003